# Bathypalaemonella pandaloides
Bathypalaemonella pandaloides is een garnalensoort uit de familie van de Bathypalaemonellidae. De wetenschappelijke naam van de soort is voor het eerst geldig gepubliceerd in 1906 door Rathbun.